# 傅山进京
傅山进京是2007年公演的一部新创晋剧。由山西省太原市实验晋剧院所创。该剧先后获得“国家艺术基金2015年度传播交流推广资助项目”“中国戏曲学会奖”“中国戏剧节优秀剧目奖”等奖项。2016年该剧在全国巡演。2017年该剧改拍的数字电影入围第三十届金鸡奖最佳戏曲片提名。
该剧以纪念明末清初著名学者傅山诞辰400周年为契机创作。讲述了傅山晚年被迫进京应考，而宁死不从的故事背景。

## 演职人员
- 谢涛饰傅山
- 王波饰康熙
- 史佳花饰张静君
- 梁忠威饰冯溥
- 王均饰戴梦熊
- 王鹏饰朱二
- 李洁饰傅莲苏

## 人物背景
- 傅山——明末清初学者，字青主，时年七十三岁。
- 玄烨——康熙皇帝，时年二十五岁。
- 冯溥——清朝文华殿大学士，号易斋，时年七十岁。
- 张静君——傅山之妻，以幽灵的形态出现，她逝世时才二十多岁。
- 傅莲苏——傅山之孙，时年十七、八岁。
- 长老——北京崇文门外圆觉寺住持。
- 戴梦熊——阳曲县令。
- 朱二——绰号疤二狗。阳曲无赖。
- 庞荩郎、庞妻、道员（按察司分巡道，兼兵备衔）、老太监。男女乡亲、众官员、众太监、众御林军、众衙役，两位轿夫以及只闻其声，不见其人的太皇太后。